# Manuel Barrios Prieto
Manuel Enrique Barrios Prieto (* 1962, Madrid) je španělský římskokatolický duchovní, který je generálním sekretářem Komise biskupských konferencí Evropské unie (COMECE). 

## Stručný životopis
Manuel Barrios Prieto se narodil v Madridu, dětství prožil v Římě, kde chodil do anglické školy. Na kněžství se připravoval v římském semináři. Po vysvěcení na kněze v roce 1988 v Lateránské bazilice studoval na  Papežské univerzitě Gregoriana, kde získal doktorát z teologie, kdy obhájil disertační práci z teologické antropologie v díle anglikánského teologa Johna Macquarrieho. Ve Španělsku získal titul z klinické psychologhie a má evrpsy uznanou kvalifikaci psychoterapeuta. Působil ve farní spávě madridské diecéze, vedl sekretariát španělské biskupské konference pro ekumenismus a mezináboženský dialog. V březnu 2019 jej generální shromáždění Komise biskupských konferencí Evropské unie zvolilo svým generáním sekretářem a v listopadu 2023 byl zvolen na druhý čtyřletý mandát.